# R2Y (航空機)
コンソリデーテッド R2Y
リベレイターライナー
アメリカ海軍の標識を付けたコンソリデーテッド R2Y-1
- 用途：輸送機、貨物機
- 製造者：コンソリデーテッド・エアクラフト
- 運用者：アメリカ海軍、アメリカン航空
- 初飛行：1944年4月15日
- 生産数：試作1機・生産型1機[1]

　R2Yは、コンソリデーテッド社がアメリカ海軍向けに製造した輸送機。愛称はリベレイターライナー(Liberator Liner)。B-24の大規模な改造型である。試作1機・生産型1機の計2機が製造されたのみであった。

## 概要
大型爆撃機であるB-24は改設計され、1942年よりアメリカ陸軍ではC-87、海軍ではRY（愛称・リベレイターエクスプレス）として輸送機にも用いられていた。コンソリデーテッド社では、この経験を基によりさらに本格的な輸送機を製造することとなった。
改設計の原型となったものは、B-24の海軍における哨戒機として用いていたPB4Y-2である。PB4Y-2の垂直尾翼は、B-24と異なり、背の高い1枚ものとなっている。輸送機とするにあたって、全長は4.4m延長され、胴体は縦長であったものを取りやめ、直径3.2mの円形のものとされた。主翼の配置は高翼配置で変更はない。武装は搭載しておらず、機銃座などの設置はない。機内には48席が設置できた。
アメリカ海軍は1944年3月20日に253機を発注している。XR2Y-1は1944年4月15日に初飛行している。しかし、本機は爆撃機改造型であるため、主翼桁が胴体内を貫通してその部分の天井が一段下がっており、純輸送機として設計されたものと比較して貨物積載スペースに制約があるものであった。また、全長28.5mのR5D輸送機ならば、貨物が14t積載できたのに対し、本機は8.4tであった。そのため、海軍は本機をキャンセルしている。XR2Y-1に引き続き、生産型R2Y-1が1機製造され、1944年9月29日に初飛行した。完成した機体はコンソリデーテッド社の社有機となった。
R2Y-1はアメリカン航空で1945年7月から2ヶ月間、試験的に用いられたものの、終戦後の輸送機市場は軍が大量に払い下げた中古輸送機による飽和状態で高価な新造機の需要自体がなく、結局スクラップにされた。

## 要目
- 全長：27.43m
- 全幅：33.53m
- 全高：7.92m
- エンジン：P&W R-1830レシプロ星型エンジン 1,200馬力4基
- 乗員：4名
- 搭載量：48名または貨物8.4t
- 航続距離：6,400km